# Valakonje
Valakonje (cyr. Валакоње) – wieś w Serbii, w okręgu zajeczarskim, w gminie Boljevac. W 2011 roku liczyła 1095 mieszkańców.